# Casa-fàbrica Rosés
La casa-fàbrica Rosés era un conjunt d'edificis situats als carrers de l'Arc del Teatre i Berenguer el Vell del Raval de Barcelona, actualment desapareguts.

## Història

### Tolrà i Cia
El 1838, Francesc Laribal, Pau Tolrà i Avellà (†1860), l'adroguer Josep Rosés i Trinxet (†1862) i l'argenter Josep Masriera i Vidal (1812-1875) van constituir la societat societat Laribal i Cia, que fou la segona de tot Catalunya en fabricar «puntes de París» (claus prims fabricats mecànicament), després de la d'Antoni Giraudier, fundada el 1835 al carrer dels Còdols. A la dècada del 1840, Laribal abandonà la companyia, quedant-se amb la fàbrica, situada al carrer de la Pau (actualment Sota Muralla), a prop del Pla de Palau, mentre que els tres socis restants, sota la denominació Tolrà i Cia, es van establir al carrer de la Mercè.

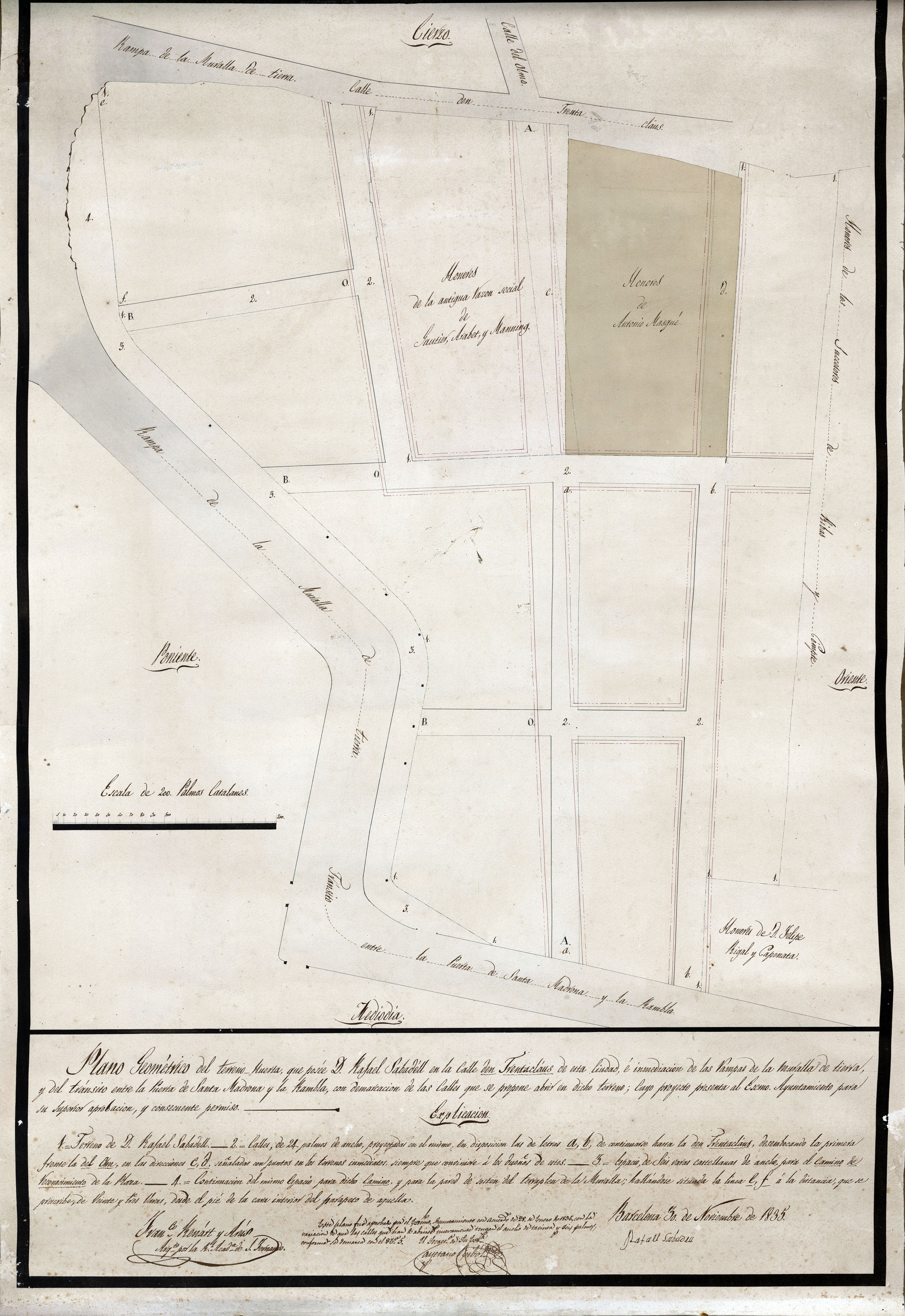
Projecte d'obertura de nous carrers als terrenys de Rafael Sabadell. Francesc Renart i Arús (1835)

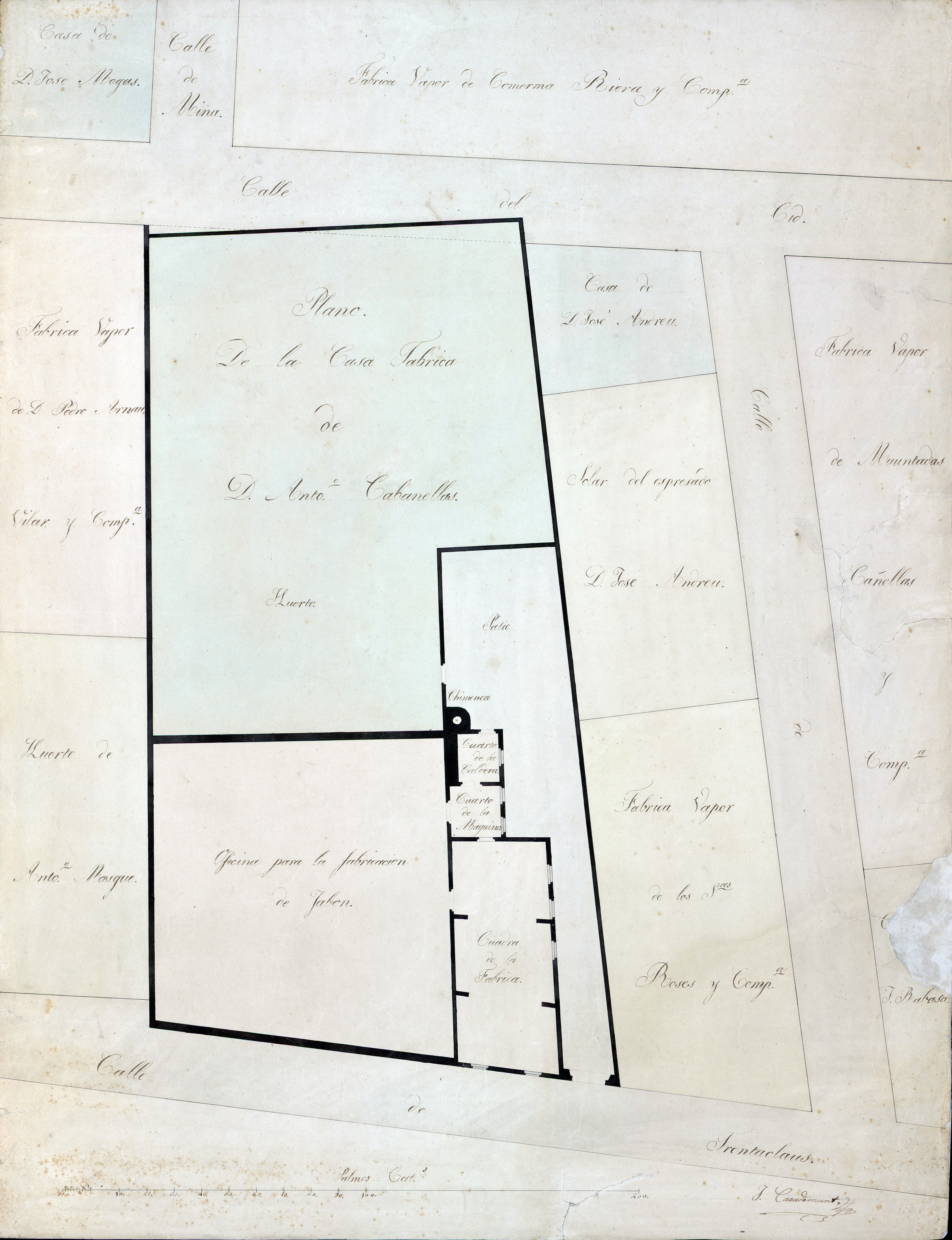
Planta de la fàbrica de sabó d'Antoni Cabanellas i les propietats circumdants

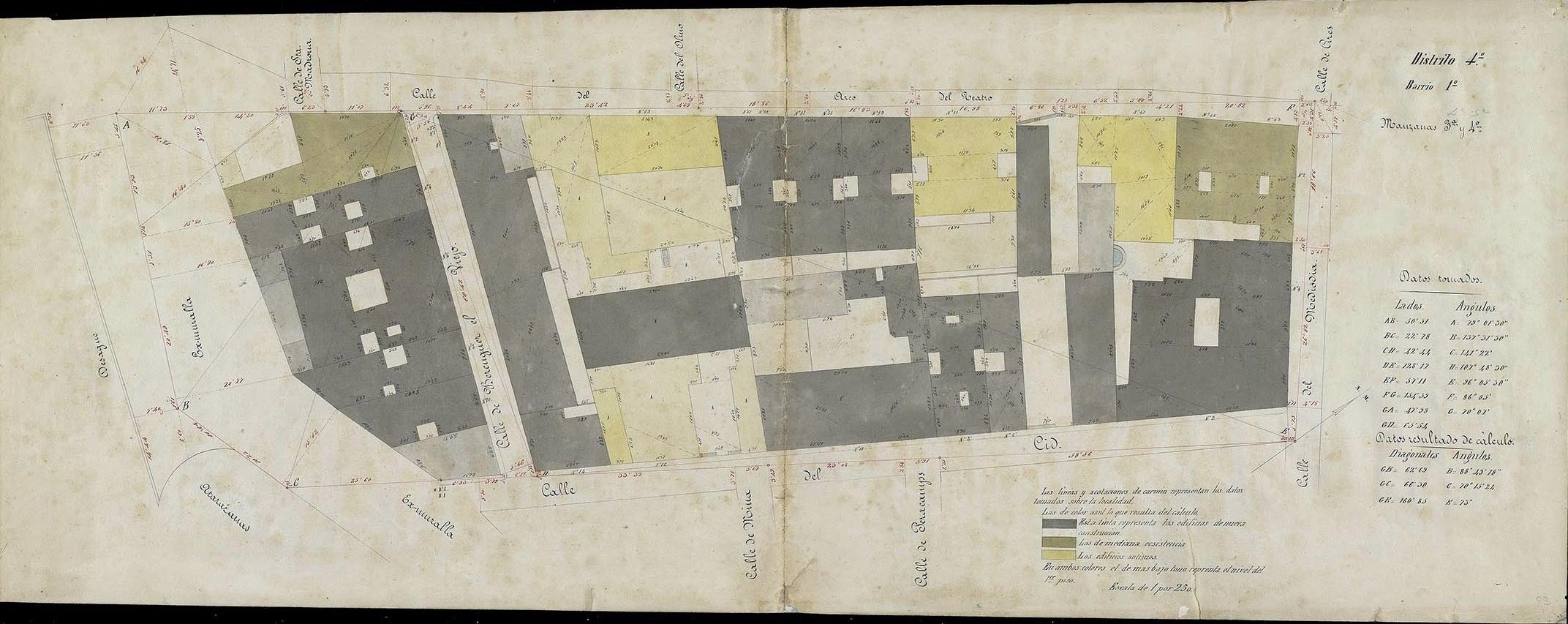
Quarteró núm. 83 de Garriga i Roca (c. 1860)

### La fàbrica del Raval
El març del 1845, el comerciant i terratinent Rafael Sabadell i Permanyer els va establir en emfiteusi una porció de terreny de 5.985 pams quadrats, seguida d'una altra de 3.536 pams quadrats el juny del mateix any al carrer de Berenguer el Vell. El 7 de setembre, Rosés va declarar que havent adquirit el permís per a construir-hi una casa de planta baixa, demanava permís per construir-la amb més superfície i volum fins al carrer de Trentaclaus i l’alçada de planta baixa i quatre pisos, segons el projecte del mestre d'obres Jaume Feliu i Castelló. Segons la carta de pagament de les obres, aquestes foren efectuades pel paleta Jacint Torner, el fuster Francesc Torrents i el manyà Josep Duran.
La gran capacitat de la fàbrica i la màquina de vapor instal·lada els va donar la idea de dedicar-se també al tèxtil, i així, el 6 d'octubre del 1846 es va constituir la societat Plana i Cia per a fabricar-hi teixits de cotó amb telers mecànics, amb un capital de 2.000 duros distribuït a parts iguals entre els socis, i Pere Plana de director. El 1850, era la tercera empresa del seu ram a Barcelona, només superada per la fàbrica Puigmartí i La Barcelonesa, i disposava de 80 telers mecànics i 99 operaris.
El 1853, la societat Rosés i Cia va adquirir per 300 duros una porció de terreny al seu veí Josep Andreu per a ampliar-hi la fàbrica, cosa que van fer amb un projecte de l'arquitecte Josep Buxareu. També van demanar permís per a instal·lar-hi una nova caldera de vapor, segons els plànols del mateix Buxareu. L'adquisició de terrenys a Josep Andreu es va completar el 1854.
El 1858 es va renovar la societat Tolrà i Cia per a la fabricació de puntes de París a la planta baixa de la fàbrica, i l'any següent, la de Rosés i Cia, dedicada a la fabricació de filats i teixits al mateix edifici. Pau Tolrà morí el 1860 i la seva vídua Antònia Xirinachs vengué la seva part de la casa-fàbrica i de les societats als altres dos socis, que constituïren la raó social Rosés i Masriera, dedicada a la fabricació de puntes de París i amb despatx al carrer de la Mercè. El 1862, morí Josep Rosés i Trinxet i el succeí el seu fill Josep Rosés i Ricart, casat amb Isabel Feliu i Vila.

### Can Rosés a Cornellà
Cap al 1870, la producció es va traslladar a la que havia estat la fàbrica dels germans Ramoneda a Cornellà de Llobregat, on hi havia energia hidràulica i de vapor. Aleshores, els locals del carrer de Berenguer el Vell es convertiren en magatzem i s'obrí un despatx al Palau Palmerola del carrer de la Portaferrissa, el que motivaria un litigi amb Eusebi Güell i Bacigalupi quan aquest adquirí el palau el 1874. Posteriorment, es traslladaria a la casa de Ricart a la plaça de Catalunya.
Finalment, a la dècada del 1960 els edificis de la casa-fàbrica foren expropiats per a la construcció del nou mercat del Carme.